# Florestas Rio Doce
Florestas Rio Doce foi uma empresa brasileira de celulose e produtora de eucalipto, localizada em São Mateus, no Espírito Santo. A empresa pertencia a um consórcio formado pela Companhia Vale do Rio Doce, Aracruz Celulose e Suzano Papel e Celulose.
Em 2002, a Vale vendeu a sua participação na Florestas Rio Doce para Aracruz e Suzano, por meio de sua subsidiária integral Bahia Sul Celulose (no qual onde a Vale era sócia até 2001) por R$ 137 milhões. A venda marca a saída da empresa no ramo de papel e celulose. Em 2024, 22 anos após a sua venda, a Vale incorporou a Florestas Rio Doce.